# 婦人公論
『婦人公論』（ふじんこうろん）は、中央公論新社（読売新聞グループ）が発行する婦人・女性誌。創刊は大正5年（1916年）1月。初代編集長は嶋中雄作。1998年3月7日発売の3月22日号より月2回刊（毎月第2・第4火曜日発行）となったが、2022年1月15日発売の2022年2月号よりふたたび月1回刊（毎月15日発行）。サイズはA4判。2024年現在の編集長は三浦愛佳、発行人は安部順一。現存する女性誌では『婦人之友』（1903年創刊）と『婦人画報』（1905年創刊）
に次いで古い。

## コンセプト
「女性の解放と自我の確立を求める時代の声」をとらえ、雑誌『中央公論』は1913年（大正2年）「閨秀十五名家一人一題」「婦人問題」特集を企画し、大いに衆目を集めた。この好評が1916年の「婦人公論」の創刊につながった。
「自由主義と女権の拡張を目ざす」がコンセプトだった。これは実用記事が多かった同時代の『主婦の友』（1917年創刊）、『婦人画報』（1905年創刊）、『婦人倶楽部』（1920年10月創刊）と比べ、ひときわ異彩を放っていた。戦前はこれらと『婦人公論』を併せて4大婦人雑誌と呼ばれていた。
現在は「女性の幸せを追求する」、「年齢にとらわれない自由な生き方を応援する」としている。

## 沿革

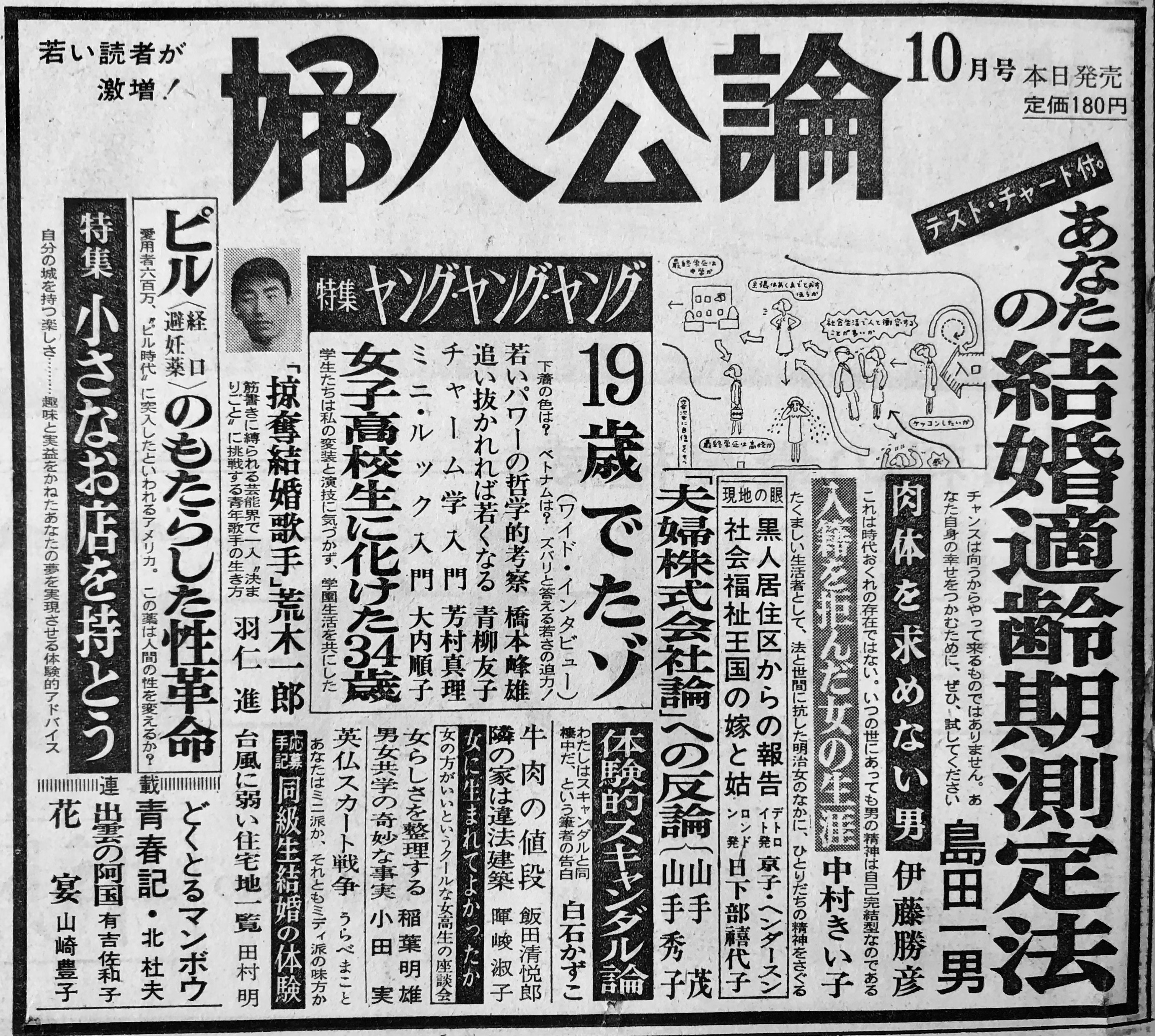
1967年10月号の新聞広告

1911年（明治44年）に創刊された雑誌『青鞜』がきっかけとなり、女性解放運動が盛んになった。これに対し、文部省は反良妻賢母主義的な出版物の取締を厳しく行うようになり、発禁処分になる雑誌もあった。こうした中、『中央公論』は臨時増刊「婦人問題号」（第28年第9号）を発行し話題となった。好評を追い風に、嶋中雄作が婦人雑誌の創刊を提案した。女性の地位向上や権利拡張を目指し『婦人公論』が創刊された。実用記事をほとんど載せず、女性解放・男女同権をめざすインテリ向け女性評論誌だった。
1918年3月から1919年6月まで、母性保護論争の舞台となった。
1944年4月に休刊、1946年4月に復刊した。
1955年、誌上に掲載された石垣綾子「主婦という第二職業論」がきっかけとなって主婦論争が起きた。
1958年には三枝佐枝子が編集長に就任。大手出版社では初の女性編集長となった。
1990年代、行政機関の部署名や女性団体の名前を「婦人」から「女性」に変える動きがおこったが、1995年当時の編集長、水口義朗は「婦人公論は婦人解放の旗印である」として、名称を維持した。
1998年3月には創刊以来となる大幅な誌面改革を行い、判型を従来のA5判からA4の変形判とし、月刊から月2回刊となった。このリニューアルにより、約十七万部だった実売部数が二十万部台となった。
2022年1月に、「しっかりした情報を、もっとじっくり読みたい」などという読者のニーズに応えるためとしてふたたび月刊とし、判型をA4版とした。

### デジタル展開
2019年、中央公論新社は公式ウェブメディアとして婦人公論.jpを開設した。  
『婦人公論.jp』では、誌面に掲載された記事に加え、芸能・健康・ライフスタイルなどに関する独自記事やコラムも配信している。

## 歴代編集長
| - 嶋中雄作：1916年 - 1927年 - 高信峡水：1927年 - 1930年 - 福山秀賢：1930年 - 八重樫昊：1930年 - 1933年 - 福島昌夫：1933年 - 1934年 - 八重樫：1934年 - 1937年 - 湯川龍造：1937年 - 1942年 - 清水一継：1942年 - 1943年 - 木内高音：1943年 - 1944年 - 八木岡英治：1946年 - 山本英吉：1946年 - 1947年 - 蘆原敏信：1947年 - 1950年 - 山本英吉：1950年 - 1951年 - 藤田圭雄：1951年 - 1953年 - 山本英吉：1953年 - 1957年 - 嶋中鵬二：1957年 - 1958年 - 三枝佐枝子：1958年 - 1965年 - 笹原金次郎：1965年 - 1967年 | - 宮脇俊三：1967年 - 1968年 - 青柳正美：1968年 - 1970年 - 綱淵謙錠：1970年 - 1971年 - 松村和夫：1971年 - 1980年 - 松田利彬：1980年 - 1983年 - 横山恵一：1983年 - 1984年 - 松村和夫：1984年 - 1990年 - 嶋中鵬二：1990年 - 湯川有紀子：1990年 - 1994年 25年ぶり2人目の女性編集長 - 水口義朗：1994年 - 1997年 - 河野通和：1997年 - 2001年 - 渡邊直樹：2001年 - 2003年 - 滝澤晶子：2003年 - 2006年 - 三木哲男：2006年 - 2014年 - 横山恵子：2014年 - 2018年 - 三浦愛佳：2018年 - |

## 「婦人公論」読者賞
誌上に掲載された記事から、年間を通じて最もすぐれたものを読者の投票により選ぶ賞で、1962年から1970年まで授与された。
選考委員は、石坂洋次郎、大宅壮一、村松剛、石垣綾子、高峰秀子がつとめた。
選考委員会の選考により投票数第5位までの作品の中から決定され、2月号誌上にて発表された。
受賞者は次の通り。
- 第1回　1962年（昭和37年）　有吉佐和子「香華」[24]、犬養道子「暮しの中の日本探検」
- 第2回　1963年（昭和38年）　山崎豊子「花紋」、松山善三「小さな城」
- 第3回　1964年（昭和39年）　山本嘉三郎、岩永昭二「眠れる母の奇跡の出産」、角田房子「風の鳴る国境」
- 第4回　1965年（昭和40年）　水上勉「くるま椅子の歌」、池上三重子「妻の日の愛のかたみに」
- 第5回　1966年（昭和41年）　松本清張「砂漠の塩」、江原通子「息子と競学した母親の大学卒業式」、太田治子「宿願の津軽に父太宰治を求めて」
- 第6回　1967年（昭和43年）　山崎豊子「花宴」、有吉佐和子「出雲の阿国」、野坂昭如「プレイボーイの子守唄」
- 第7回　1968年（昭和44年）　なだいなだ「娘の学校」、北杜夫「どくとるマンボウ青春記」
- 第8回　1969年（昭和45年）　犬養道子「花々と星々と」、吉武輝子「生きる手がかりもなしに」[25]

## 掲載作品

### 小説・エッセイ
- 谷崎潤一郎『神と人との間』1923年1月号 - 1924年12月号
- 芥川龍之介『猿蟹合戦』1923年3月号
- 久志芙沙子『滅びゆく琉球女の手記』1932年6月号
- 太宰治『十二月八日』1942年2月号
- 三島由紀夫『純白の夜』1950年1月号 - 同年10月号
- 伊藤整『女性に関する十二章』1953年1月号 - 同年12月号
- 幸田文『おとうと』1956年1月号 - 1957年9月号
- 三島由紀夫『文章読本』1959年1月号別冊付録
- 松本清張『霧の旗』1959年7月号 - 1960年3月号
- 松本清張『影の車』1961年1月号 - 同年7月号
- 松本清張『絢爛たる流離』1963年1月号 - 同年12月号
- 三島由紀夫『音楽』1964年1月号 - 同年12月号
- 松本清張『砂漠の塩』1965年9月号 - 1966年11月号
- 北杜夫『どくとるマンボウ青春記』1967年1月号 - 1968年3月号
- 佐藤愛子『その時がきた』1970年5月号 - 1971年6月号
- 渡辺淳一『阿寒に果つ』1971年7月号 - 1972年12月号

### 戯曲
- 木下順二『夕鶴』 1949年1月号

## 関連人物

### 執筆者
- 山川菊栄 - 1918年（大正7年）、誌上で論文「母性保護と経済的独立」を発表し、論壇での地位を確立した[26]。

### 記者
- 波多野秋子 - 1918年（大正7年）『婦人公論』記者となる。1923年（大正12年）6月、有島武郎と心中した[27]。

### 編集者
- 澤地久枝 - 1954年、「婦人公論」編集部に配属される。1963年、「婦人公論」編集部次長で退職する[28]。